# Gaecheonjeol
Gaecheonjeol ist in Südkorea ein gesetzlicher Feiertag. Dieser erinnert an das Datum der legendären Gründung Koreas durch König Dangun am 3. Oktober im Jahr 2333 v. Chr. Der Name Gaecheonjeol bedeutet frei übersetzt „der Tag, an dem sich der Himmel öffnete“.

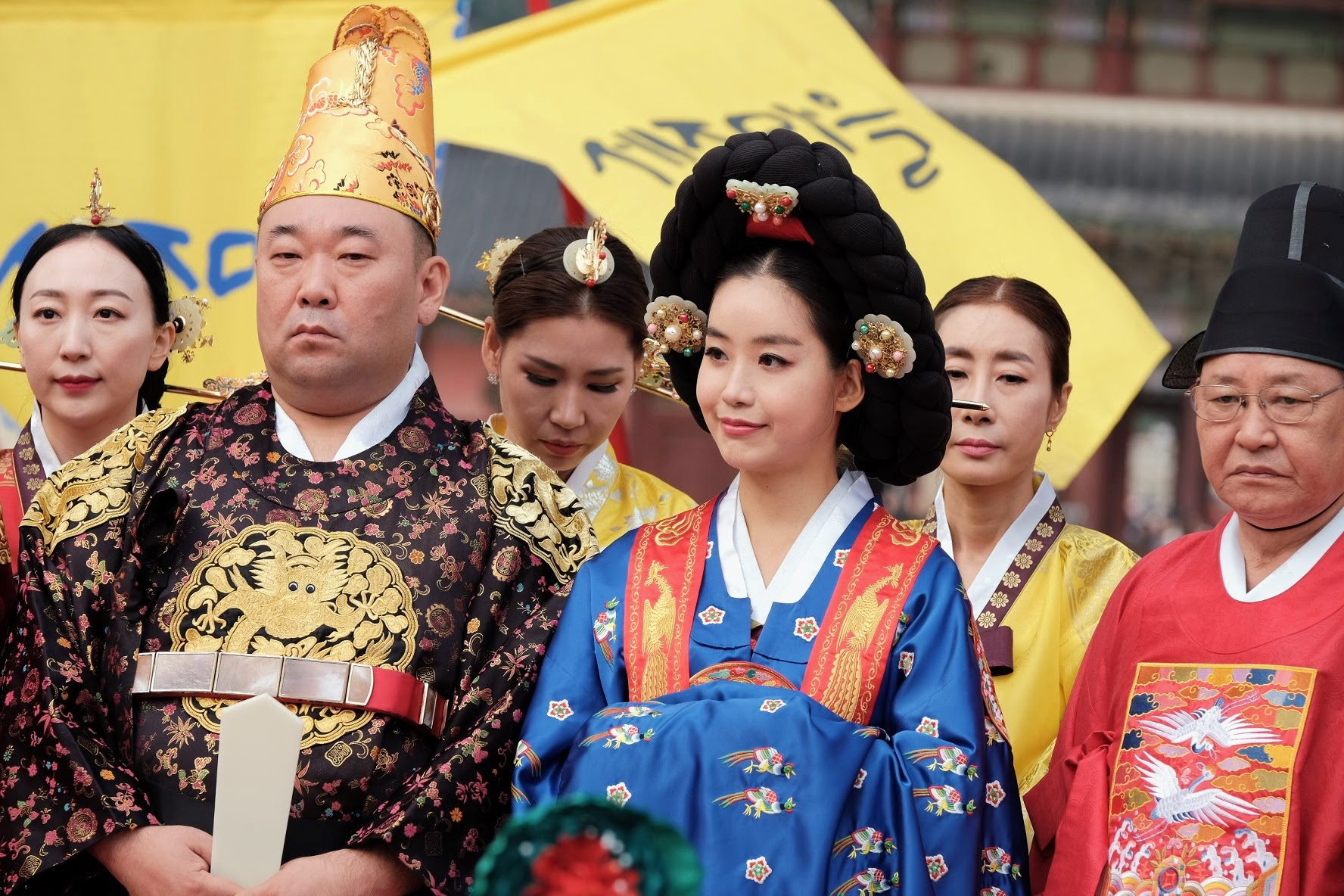
Gacheonjeol, 2018